# Ferrari F430
De Ferrari F430 is een instapmodel van de Italiaanse sportwagenfabrikant en Fiatdochter Ferrari die leverbaar was tot medio 2009. De F430 was de opvolger van de 360 Modena en debuteerde in 2004 op de Mondial de l'Automobile. De F430 heeft een achtcilinder in V-configuratie met 490 pk, dat is bijna 100 pk meer dan zijn voorganger. De motor is middenin geplaatst en is net als bij de 360 te zien door een transparante motorkap. De 0 tot 100 km/u werkt de Ferrari af in vier seconden. De opvolger ervan is Ferrari 458 Italia.
Voor de wagen werden veel formule 1-technieken gebruikt, waaronder een elektronisch te bedienen differentieel met vijf standen om de tractie en de ophanging optimaal af te kunnen stellen. Het schakelen gaat via een sequentiële versnellingsbak met flippers aan het stuur, alhoewel ook een handgeschakelde bak tot de mogelijkheden behoort.

## F430 Spider

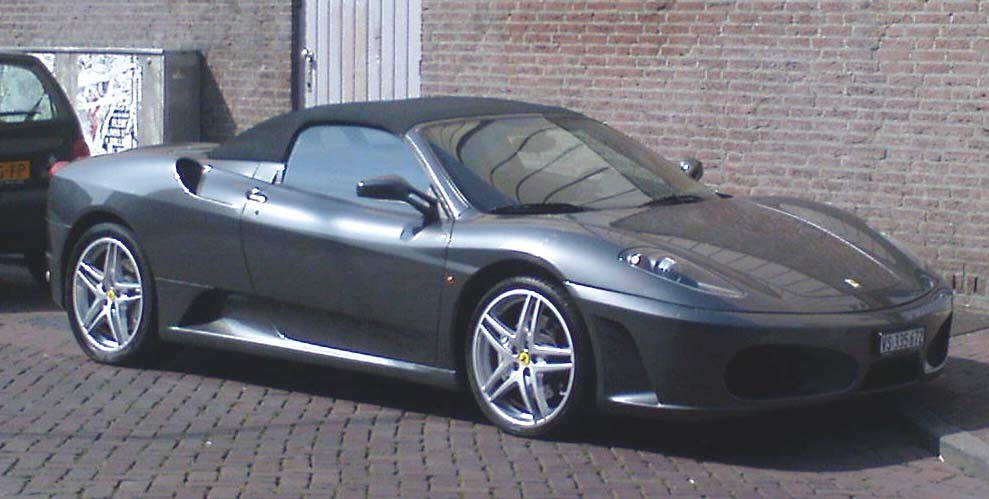
Ferrari F430 Spider

Zoals gebruikelijk bij de achtcilinders van Ferrari sinds de Ferrari 348 Spider is de F430 ook leverbaar als een open versie; de F430 Spider. Deze werd in 2005 gepresenteerd op de Autosalon van Genève. De F430 Spider weegt 70 kg meer dan de gesloten coupé.

## 430 Scuderia
Begin 2007 werd een nieuw model door Ferrari gepresenteerd: De Ferrari 430 Scuderia, een race versie van de F430. Het Scuderia recept is feitelijk gebaseerd op iets minder gewicht in combinatie met iets meer pk, wat onder andere door een ander uitlaat systeem wordt bereikt.

## 430 Scuderia Spider 16M

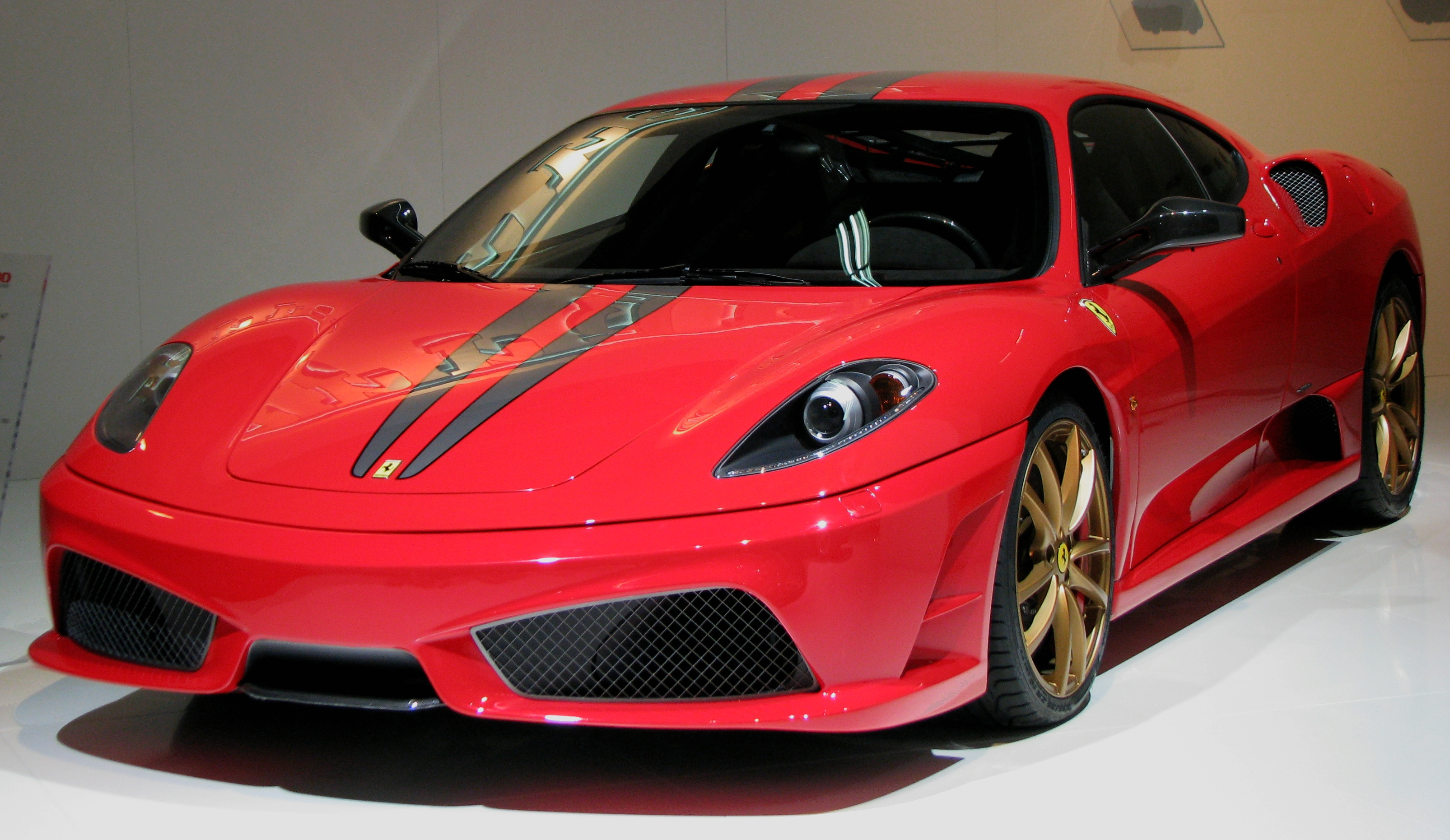
Ferrari 430 Scuderia

Van de 430 Scuderia is ook een cabriolet-uitvoering, de 430 Scuderia Spider 16M. Deze is onthuld naar aanleiding van de zestiende constructeurstitel van Ferrari in de Formule 1.

## F430 Bio-Ethanol
Tijdens de North American International Auto Show van 2008 werd de een F430 gepresenteerd die rijdt op E85 ofwel Bio-ethanol. De auto rijdt op een combinatie van 85% ethanol en 15% benzine. Dit geeft de auto 10pk meer vermogen en 4% meer koppel. Tegelijkertijd vermindert de uitstoot van CO2 met 5%. De cilinderwanden van de originele motor zijn aangepast en de computer die de motor aanstuurt is opnieuw geprogrammeerd. Vooralsnog is de auto slechts een prototype en is er nog geen productiemodel aangekondigd.

## Cijfers
- Vermogen: 476 pk
- Motor: 4308 cc 90° V8
- Lengte: 4512 mm
- Breedte: 1923 mm
- Hoogte: 1214 mm
- Wielbasis: 2600 mm
- Droog gewicht: 1350 kg

### Prestaties
- Topsnelheid:  315 km/u
- 0-100 km/h: 4,0 seconden[2]